# 수념처
수념처(受念處)는 초기불교의 수행법인 7과 37도품 중 첫 번째 과인 4념처(四念處: 신념처 · 수념처 · 심념처 · 법념처)의 두 번째 수행법으로, 수(受) 즉 느낌을 관찰하는 알아차림(sati, 사띠) 수행 또는 명상법을 말한다.
남방불교의 대표적인 4념처 관련 경전들인, 팔리어 경전의 〈대념처경〉과 〈염처경〉에 따르면 구체적인 9가지 수행법이 있다. 이 9가지 수행법은 전체로 한 세트를 이루는데, 세트 전체에 대해 자신의 느낌을 관찰하는 것, 다른 사람의 느낌을 관찰하는 것, 자신과 다른 사람의 느낌을 교대로 관찰하는 것으로 구성되어 있다. 그런 후 무상(생멸, 일어남과 사라짐) 관찰 수행과 무아 관찰 수행으로 마무리된다.
이러한 구성은 신념처의 14가지 구체적 수행법이 각각마다 자신의 몸을 관찰하는 것, 다른 사람의 몸을 관찰하는 것, 자신과 다른 사람의 몸을 교대로 관찰하는 것, 무상을 관찰하는 것, 무아를 관찰하는 것으로 이루어진 것과는 대비된다.
〈대념처경〉에 나타나는 수념처의 내용, 즉, 구체적 수행법은 다음과 같다.
1. 즐거운 느낌에 대한 알아차림
2. 괴로운 느낌에 대한 알아차림
3. 즐겁지도 괴롭지도 않은 느낌에 대한 알아차림
4. 속된 즐거운 느낌에 대한 알아차림
5. 속되지 않은 즐거운 느낌에 대한 알아차림
6. 속된 괴로운 느낌에 대한 알아차림
7. 속되지 않은 괴로운 느낌에 대한 알아차림
8. 속된 즐겁지도 괴롭지도 않은 느낌에 대한 알아차림
9. 속되지 않은 즐겁지도 괴롭지도 않은 느낌에 대한 알아차림

## 출전
수념처 수행법이 나오는 경전과 논서는 다음과 같다.
남방 부파불교 경전
- 팔리어 경전 중 《디가 니까야》 제22경 〈대념처경〉(大念處經, Mahāsatipaṭṭhāna Sutta)[2][3][4][5][6]
- 팔리어 경전 중 《맛지마 니까야》 제10경 〈염처경〉(念處經, Satipaṭṭhāna Sutta)[7][8][9][10][11]

북방 부파불교 경론
- 한역 경전 중 《중아함경》 제24권 제98경 〈염처경〉(念處經)[12][13]

대승 경론
- 한역 경전 중 《좌선삼매경》(坐禪三昧經)  제2권[14][15]
- 한역 논서 중 《대지도론》(大智度論) 제19권[16][17]
- 한역 논서 중《유가사지론》(瑜伽師地論) 제28권[18]

## 마음의 5수 분별
수념처 수행의 참고 자료로서, 상좌부의 아비담마에 따르면 하나의 마음이 간략히는 총 89가지 마음으로, 자세히는 총 121가지 마음으로 나뉘는데, 이 중에서 느낌 즉 5수로 분별하기 위해서는 121가지 마음 체계를 사용해야 한다.
121가지 마음을 5수에 따라 분별하면 다음과 같다.
| 마음의 이름        | 마음의 이름             | 마음의 이름                | 느낌(5수)            | 느낌(5수)            | 느낌(5수)            | 느낌(5수)          | 느낌(5수)          | 소계 | 합계 | 총계 |
| 마음의 이름        | 마음의 이름             | 마음의 이름                | 고수 (신체적 괴로움) | 낙수 (신체적 즐거움) | 우수 (정신적 불만족) | 희수 (정신적 기쁨) | 사수 (정신적 평온) | 소계 | 합계 | 총계 |
| 욕계 마음          | 해로운 마음             | 탐욕에 뿌리박은 마음       |                      |                      |                      | 4                  | 4                  | 8    | 12   | 54   |
| 욕계 마음          | 해로운 마음             | 성냄에 뿌리박은 마음       |                      |                      | 2                    |                    |                    | 2    | 12   | 54   |
| 욕계 마음          | 해로운 마음             | 어리석음에 뿌리박은 마음   |                      |                      |                      |                    | 2                  | 2    | 12   | 54   |
| 욕계 마음          | 해로운 마음 합계        | 해로운 마음 합계           | 0                    | 0                    | 2                    | 4                  | 6                  | 12   |      | 54   |
| 욕계 마음          | 원인 없는 마음          | 원인 없는 해로운 마음      | 1                    |                      |                      |                    | 6                  | 7    | 18   | 54   |
| 욕계 마음          | 원인 없는 마음          | 원인 없는 유익한 마음      |                      | 1                    |                      | 1                  | 6                  | 8    | 18   | 54   |
| 욕계 마음          | 원인 없는 마음          | 원인 없는 작용만 하는 마음 |                      |                      |                      | 1                  | 2                  | 3    | 18   | 54   |
| 욕계 마음          | 원인 없는 마음 합계     | 원인 없는 마음 합계        | 1                    | 1                    | 0                    | 2                  | 14                 | 18   |      | 54   |
| 욕계 마음          | 욕계 아름다운 마음      | 욕계 유익한 마음           |                      |                      |                      | 4                  | 4                  | 8    | 24   | 54   |
| 욕계 마음          | 욕계 아름다운 마음      | 욕계 과보의 마음           |                      |                      |                      | 4                  | 4                  | 8    | 24   | 54   |
| 욕계 마음          | 욕계 아름다운 마음      | 욕계 작용만 하는 마음      |                      |                      |                      | 4                  | 4                  | 8    | 24   | 54   |
| 욕계 마음          | 욕계 아름다운 마음 합계 | 욕계 아름다운 마음 합계    | 0                    | 0                    | 0                    | 12                 | 12                 | 24   |      | 54   |
| 욕계 마음          | 욕계 마음 합계          | 욕계 마음 합계             | 1                    | 1                    | 2                    | 18                 | 32                 | 54   |      | 54   |
| 고귀한 마음        | 색계 마음               | 색계 유익한 마음           |                      |                      |                      | 4                  | 1                  | 5    | 15   | 27   |
| 고귀한 마음        | 색계 마음               | 색계 과보의 마음           |                      |                      |                      | 4                  | 1                  | 5    | 15   | 27   |
| 고귀한 마음        | 색계 마음               | 색계 작용만 하는 마음      |                      |                      |                      | 4                  | 1                  | 5    | 15   | 27   |
| 고귀한 마음        | 색계 마음 합계          | 색계 마음 합계             | 0                    | 0                    | 0                    | 12                 | 3                  | 15   |      | 27   |
| 고귀한 마음        | 무색계 마음             | 무색계 유익한 마음         |                      |                      |                      |                    | 4                  | 4    | 12   | 27   |
| 고귀한 마음        | 무색계 마음             | 무색계 과보의 마음         |                      |                      |                      |                    | 4                  | 4    | 12   | 27   |
| 고귀한 마음        | 무색계 마음             | 무색계 작용만 하는 마음    |                      |                      |                      |                    | 4                  | 4    | 12   | 27   |
| 고귀한 마음        | 무색계 마음 합계        | 무색계 마음 합계           | 0                    | 0                    | 0                    | 0                  | 12                 | 12   |      | 27   |
| 고귀한 마음        | 고귀한 마음 합계        | 고귀한 마음 합계           | 0                    | 0                    | 0                    | 12                 | 15                 | 27   |      | 27   |
| 세간의 마음 합계   | 세간의 마음 합계        | 세간의 마음 합계           | 1                    | 1                    | 2                    | 30                 | 47                 | 81   | 81   | 81   |
| 출세간의 마음      | 출세간의 유익한 마음    | 출세간의 유익한 마음       |                      |                      |                      | 16                 | 4                  | 20   | 40   | 40   |
| 출세간의 마음      | 출세간의 과보의 마음    | 출세간의 과보의 마음       |                      |                      |                      | 16                 | 4                  | 20   | 40   | 40   |
| 출세간의 마음 합계 | 출세간의 마음 합계      | 출세간의 마음 합계         | 0                    | 0                    | 0                    | 32                 | 8                  | 40   | 40   | 40   |
| 총계               | 총계                    | 총계                       | 1                    | 1                    | 2                    | 62                 | 55                 | 121  | 121  | 121  |

## 대념처경과 염처경의 수행법
팔리어 경전의 〈대념처경〉과 〈염처경〉 그리고 그 주석서에 따르면 수념처 수행법은 다음과 같다.

### 1. 즐거운 느낌에 대한 알아차림
비구들이여, 여기 비구는 즐거운 느낌을 느끼면서 '즐거운 느낌을 느낀다.'고 알아차린다. 괴로운 느낌을 느끼면서 '괴로운 느낌을 느낀다.'고 알아차린다. 괴롭지도 즐겁지도 않은 느낌을 느끼면서 괴롭지도 즐겁지도 않은 느낌을 느낀다.'고 알아차린다.

 — 각묵스님 옮김(2015) 《디가 니까야》 제2권 제22경 〈대념처경〉 초기불전연구원. pp.510~511. 편집자가 용어 일부 변경
수동적 주의집중을 유지한 상태로, 괴로운 느낌이 존재하지 않고 괴롭지도 즐겁지도 않은 느낌이 존재하지 않고 오직 즐거운 느낌만이 존재할 때, 색(색깔·모양) · 소리 · 냄새 · 맛 · 감촉 · 법(존재·현상) 등의 인식대상[境]을 대상으로 하여 나가 아니라 느낌이 느낀다고 숙고하면서 '즐거운 느낌만을 느낀다'고 알아차린다.

### 2. 괴로운 느낌에 대한 알아차림
비구들이여, 여기 비구는 즐거운 느낌을 느끼면서 '즐거운 느낌을 느낀다.'고 알아차린다. 괴로운 느낌을 느끼면서 '괴로운 느낌을 느낀다.'고 알아차린다. 괴롭지도 즐겁지도 않은 느낌을 느끼면서 '괴롭지도 즐겁지도 않은 느낌을 느낀다.'고 알아차린다.

 — 각묵스님 옮김(2015) 《디가 니까야》 제2권 제22경 〈대념처경〉 초기불전연구원. pp.510~511. 편집자가 용어 일부 변경
수동적 주의집중을 유지한 상태로, 즐거운 느낌이 존재하지 않고 괴롭지도 즐겁지도 않은 느낌이 존재하지 않고 오직 괴로운 느낌만이 존재할 때, 색(색깔·모양) · 소리 · 냄새 · 맛 · 감촉 · 법(존재·현상) 등의 인식대상[境]을 대상으로 하여 나가 아니라 느낌이 느낀다고 숙고하면서 '괴로운 느낌만을 느낀다'고 알아차린다.

### 3. 즐겁지도 괴롭지도 않은 느낌에 대한 알아차림
비구들이여, 여기 비구는 즐거운 느낌을 느끼면서 '즐거운 느낌을 느낀다.'고 알아차린다. 괴로운 느낌을 느끼면서 '괴로운 느낌을 느낀다.'고 알아차린다. 괴롭지도 즐겁지도 않은 느낌을 느끼면서 '괴롭지도 즐겁지도 않은 느낌을 느낀다.'고 알아차린다.

 — 각묵스님 옮김(2015) 《디가 니까야》 제2권 제22경 〈대념처경〉 초기불전연구원. pp.510~511. 편집자가 용어 일부 변경
수동적 주의집중을 유지한 상태로, 즐거운 느낌이 존재하지 않고 괴로운 느낌이 존재하지 않고 오직 괴롭지도 즐겁지도 않은 느낌이 존재할 때, 색(색깔·모양) · 소리 · 냄새 · 맛 · 감촉 · 법(존재·현상) 등의 인식대상[境]을 대상으로 하여 나가 아니라 느낌이 느낀다고 숙고하면서 '괴롭지도 즐겁지도 않은 느낌만을 느낀다'고 알아차린다.

### 4. 속된 즐거운 느낌에 대한 알아차림
《맛지마 니까야》 제137경 〈육처분별경〉(여섯 감각장소의 분석 경)에 따르면 속된 즐거운 느낌이란 색(색깔·모양) · 소리 · 냄새 · 맛 · 감촉 · 법(존재·현상) 등의 6경에 대한 출세간이 아닌 세간의 입장에서의 기쁨을 말한다. 따라서 6가지가 있다. 6가지 각각에 대해 현재의 대상에 대한 느낌과 과거의 대상에 대한 느낌이 있어 총 12가지 알아차림이 있다.

세속적인 즐거운 느낌을 느끼면서 '세속적인 즐거운 느낌을 느낀다.'고 알아차린다. 비세속적인 즐거운 느낌을 … 세속적인 괴로운 느낌을 … 비세속적인 괴로운 느낌을 … 세속적인 괴롭지도 즐겁지도 않은 느낌을 … 비세속적인 괴롭지도 즐겁지도 않은 느낌을 느끼면서 '비세속적인 괴롭지도 즐겁지도 않은 느낌을 느낀다.'고 알아차린다.

 — 각묵스님 옮김(2015) 《디가 니까야》 제2권 제22경 〈대념처경〉 초기불전연구원. p.511. 편집자가 용어 일부 변경
1. 수동적 주의집중을 유지한 상태로, 원하고 좋아하고 마음에 들고 세속적인 것과 연결되어 있는, 눈(안근)으로 인식되는 색(색깔·모양)이 있어, 그런 것을 획득하고는 획득이라고 여겨서 기쁨이 일어날 때, 색(색깔·모양)을 대상으로 하여 나가 아니라 느낌이 느낀다고 숙고하면서 '색(색깔·모양)에 의한 속된 즐거운 느낌을 느낀다'고 알아차린다.
2. 수동적 주의집중을 유지한 상태로, 원하고 좋아하고 마음에 들고 세속적인 것과 연결되어 있는, 눈(안근)으로 인식되는 색(색깔·모양)이 있어, 이미 지나갔고 소멸되었고 변해버린 이전에 획득한 것을 기억하면서 기쁨이 일어날 때, 색(색깔·모양)을 대상으로 하여 나가 아니라 느낌이 느낀다고 숙고하면서 '색(색깔·모양)에 의한 속된 즐거운 느낌을 느낀다'고 알아차린다.
3. 수동적 주의집중을 유지한 상태로, 원하고 좋아하고 마음에 들고 세속적인 것과 연결되어 있는, 귀(이근)로 인식되는 소리가 있어, 그런 것을 획득하고는 획득이라고 여겨서 기쁨이 일어날 때, 소리를 대상으로 하여 나가 아니라 느낌이 느낀다고 숙고하면서 '소리에 의한 속된 즐거운 느낌을 느낀다'고 알아차린다.
4. 수동적 주의집중을 유지한 상태로, 원하고 좋아하고 마음에 들고 세속적인 것과 연결되어 있는, 귀(이근)로 인식되는 소리가 있어, 이미 지나갔고 소멸되었고 변해버린 이전에 획득한 것을 기억하면서 기쁨이 일어날 때, 소리를 대상으로 하여 나가 아니라 느낌이 느낀다고 숙고하면서 '소리에 의한 속된 즐거운 느낌을 느낀다'고 알아차린다.
5. 수동적 주의집중을 유지한 상태로, 원하고 좋아하고 마음에 들고 세속적인 것과 연결되어 있는, 코(비근)로 인식되는 냄새가 있어, 그런 것을 획득하고는 획득이라고 여겨서 기쁨이 일어날 때, 냄새를 대상으로 하여 나가 아니라 느낌이 느낀다고 숙고하면서 '냄새에 의한 속된 즐거운 느낌을 느낀다'고 알아차린다.
6. 수동적 주의집중을 유지한 상태로, 원하고 좋아하고 마음에 들고 세속적인 것과 연결되어 있는, 코(비근)로 인식되는 냄새가 있어, 이미 지나갔고 소멸되었고 변해버린 이전에 획득한 것을 기억하면서 기쁨이 일어날 때, 냄새를 대상으로 하여 나가 아니라 느낌이 느낀다고 숙고하면서 '냄새에 의한 속된 즐거운 느낌을 느낀다'고 알아차린다.
7. 수동적 주의집중을 유지한 상태로, 원하고 좋아하고 마음에 들고 세속적인 것과 연결되어 있는, 혀(설근)로 인식되는 맛이 있어, 그런 것을 획득하고는 획득이라고 여겨서 기쁨이 일어날 때, 맛을 대상으로 하여 나가 아니라 느낌이 느낀다고 숙고하면서 '맛에 의한 속된 즐거운 느낌을 느낀다'고 알아차린다.
8. 수동적 주의집중을 유지한 상태로, 원하고 좋아하고 마음에 들고 세속적인 것과 연결되어 있는, 혀(설근)로 인식되는 맛이 있어, 이미 지나갔고 소멸되었고 변해버린 이전에 획득한 것을 기억하면서 기쁨이 일어날 때, 맛을 대상으로 하여 나가 아니라 느낌이 느낀다고 숙고하면서 '맛에 의한 속된 즐거운 느낌을 느낀다'고 알아차린다.
9. 수동적 주의집중을 유지한 상태로, 원하고 좋아하고 마음에 들고 세속적인 것과 연결되어 있는, 몸(신근)으로 인식되는 감촉이 있어, 그런 것을 획득하고는 획득이라고 여겨서 기쁨이 일어날 때, 감촉을 대상으로 하여 나가 아니라 느낌이 느낀다고 숙고하면서 '감촉에 의한 속된 즐거운 느낌을 느낀다'고 알아차린다.
10. 수동적 주의집중을 유지한 상태로, 원하고 좋아하고 마음에 들고 세속적인 것과 연결되어 있는, 몸(신근)으로 인식되는 감촉이 있어, 이미 지나갔고 소멸되었고 변해버린 이전에 획득한 것을 기억하면서 기쁨이 일어날 때, 감촉을 대상으로 하여 나가 아니라 느낌이 느낀다고 숙고하면서 '감촉에 의한 속된 즐거운 느낌을 느낀다'고 알아차린다.
11. 수동적 주의집중을 유지한 상태로, 원하고 좋아하고 마음에 들고 세속적인 것과 연결되어 있는, 의근(마노)으로 인식되는 법(존재·현상)이 있어, 그런 것을 획득하고는 획득이라고 여겨서 기쁨이 일어날 때, 법(존재·현상)을 대상으로 하여 나가 아니라 느낌이 느낀다고 숙고하면서 '법(존재·현상)에 의한 속된 즐거운 느낌을 느낀다'고 알아차린다.
12. 수동적 주의집중을 유지한 상태로, 원하고 좋아하고 마음에 들고 세속적인 것과 연결되어 있는, 의근(마노)으로 인식되는 법(존재·현상)이 있어, 이미 지나갔고 소멸되었고 변해버린 이전에 획득한 것을 기억하면서 기쁨이 일어날 때, 법(존재·현상)을 대상으로 하여 나가 아니라 느낌이 느낀다고 숙고하면서 '법(존재·현상)에 의한 속된 즐거운 느낌을 느낀다'고 알아차린다.

### 5. 속되지 않은 즐거운 느낌에 대한 알아차림
《맛지마 니까야》 제137경 〈육처분별경〉(여섯 감각장소의 분석 경)에 따르면 속되지 않은 즐거운 느낌이란 색(색깔·모양) · 소리 · 냄새 · 맛 · 감촉 · 법(존재·현상) 등의 6경에 대한 세간이 아닌 출세간의 입장에서의 기쁨을 말한다. 따라서 6가지가 있다.

세속적인 즐거운 느낌을 느끼면서 '세속적인 즐거운 느낌을 느낀다.'고 알아차린다. 비세속적인 즐거운 느낌을 … 세속적인 괴로운 느낌을 … 비세속적인 괴로운 느낌을 … 세속적인 괴롭지도 즐겁지도 않은 느낌을 … 비세속적인 괴롭지도 즐겁지도 않은 느낌을 느끼면서 '비세속적인 괴롭지도 즐겁지도 않은 느낌을 느낀다.'고 알아차린다.

 — 각묵스님 옮김(2015) 《디가 니까야》 제2권 제22경 〈대념처경〉 초기불전연구원. p.511. 편집자가 용어 일부 변경
1. 수동적 주의집중을 유지한 상태로, 눈(안근)으로 인식되는 색(색깔·모양)은 참으로 무상하고 변하고 빛바래고 소멸한다고 알아 이전의 색깔·모양이나 지금의 색깔·모양은 모두 무상하고 괴로움이고 변하기 마련인 것이라고 이렇게 있는 그대로 바른 지혜로 보면서 기쁨이 일어날 때, 색(색깔·모양)을 대상으로 하여 나가 아니라 느낌이 느낀다고 숙고하면서 '색(색깔·모양)에 의한 속되지 않은 즐거운 느낌을 느낀다'고 알아차린다.
2. 수동적 주의집중을 유지한 상태로, 귀(이근)로 인식되는 소리는 참으로 무상하고 변하고 빛바래고 소멸한다고 알아 이전의 소리이나 지금의 소리는 모두 무상하고 괴로움이고 변하기 마련인 것이라고 이렇게 있는 그대로 바른 지혜로 보면서 기쁨이 일어날 때, 소리를 대상으로 하여 나가 아니라 느낌이 느낀다고 숙고하면서 '소리에 의한 속되지 않은 즐거운 느낌을 느낀다'고 알아차린다.
3. 수동적 주의집중을 유지한 상태로, 코(비근)로 인식되는 냄새는 참으로 무상하고 변하고 빛바래고 소멸한다고 알아 이전의 냄새나 지금의 냄새는 모두 무상하고 괴로움이고 변하기 마련인 것이라고 이렇게 있는 그대로 바른 지혜로 보면서 기쁨이 일어날 때, 냄새를 대상으로 하여 나가 아니라 느낌이 느낀다고 숙고하면서 '냄새에 의한 속되지 않은 즐거운 느낌을 느낀다'고 알아차린다.
4. 수동적 주의집중을 유지한 상태로, 혀(설근)로 인식되는 맛은 참으로 무상하고 변하고 빛바래고 소멸한다고 알아 이전의 맛이나 지금의 맛은 모두 무상하고 괴로움이고 변하기 마련인 것이라고 이렇게 있는 그대로 바른 지혜로 보면서 기쁨이 일어날 때, 맛을 대상으로 하여 나가 아니라 느낌이 느낀다고 숙고하면서 '맛에 의한 속되지 않은 즐거운 느낌을 느낀다'고 알아차린다.
5. 수동적 주의집중을 유지한 상태로, 몸(신근)으로 인식되는 감촉은 참으로 무상하고 변하고 빛바래고 소멸한다고 알아 이전의 감촉이나 지금의 감촉은 모두 무상하고 괴로움이고 변하기 마련인 것이라고 이렇게 있는 그대로 바른 지혜로 보면서 기쁨이 일어날 때, 감촉을 대상으로 하여 나가 아니라 느낌이 느낀다고 숙고하면서 '감촉에 의한 속되지 않은 즐거운 느낌을 느낀다'고 알아차린다.
6. 수동적 주의집중을 유지한 상태로, 의근(마노)으로 인식되는 법(존재·현상)은 참으로 무상하고 변하고 빛바래고 소멸한다고 알아 이전의 법(존재·현상)이나 지금의 법(존재·현상)은 모두 무상하고 괴로움이고 변하기 마련인 것이라고 이렇게 있는 그대로 바른 지혜로 보면서 기쁨이 일어날 때, 법(존재·현상)을 대상으로 하여 나가 아니라 느낌이 느낀다고 숙고하면서 '법(존재·현상)에 의한 속되지 않은 즐거운 느낌을 느낀다'고 알아차린다.

### 6. 속된 괴로운 느낌에 대한 알아차림
《맛지마 니까야》 제137경 〈육처분별경〉(여섯 감각장소의 분석 경)에 따르면 속된 괴로운 느낌이란 색(색깔·모양) · 소리 · 냄새 · 맛 · 감촉 · 법(존재·현상) 등의 6경에 대한 출세간이 아닌 세간의 입장에서의 슬픔을 말한다. 따라서 6가지가 있다. 6가지 각각에 대해 현재의 대상에 대한 느낌과 과거의 대상에 대한 느낌이 있어 총 12가지 알아차림이 있다.

세속적인 즐거운 느낌을 느끼면서 '세속적인 즐거운 느낌을 느낀다.'고 알아차린다. 비세속적인 즐거운 느낌을 … 세속적인 괴로운 느낌을 … 비세속적인 괴로운 느낌을 … 세속적인 괴롭지도 즐겁지도 않은 느낌을 … 비세속적인 괴롭지도 즐겁지도 않은 느낌을 느끼면서 '비세속적인 괴롭지도 즐겁지도 않은 느낌을 느낀다.'고 알아차린다.

 — 각묵스님 옮김(2015) 《디가 니까야》 제2권 제22경 〈대념처경〉 초기불전연구원. p.511. 편집자가 용어 일부 변경
1. 수동적 주의집중을 유지한 상태로, 원하고 좋아하고 마음에 들고 세속적인 것과 연결되어 있는, 눈(안근)으로 인식되는 색(색깔·모양)이 있어, 그런 것을 획득하지 못하고는 획득하지 못한 것이라고 여겨서 슬픔이 일어날 때, 색(색깔·모양)을 대상으로 하여 나가 아니라 느낌이 느낀다고 숙고하면서 '색(색깔·모양)에 의한 속된 괴로운 느낌을 느낀다'고 알아차린다.
2. 수동적 주의집중을 유지한 상태로, 원하고 좋아하고 마음에 들고 세속적인 것과 연결되어 있는, 눈(안근)으로 인식되는 색(색깔·모양)이 있어, 이미 지나갔고 소멸되었고 변해버린 이전에 획득하지 못한 것을 기억하면서 슬픔이 일어날 때, 색(색깔·모양)을 대상으로 하여 나가 아니라 느낌이 느낀다고 숙고하면서 '색(색깔·모양)에 의한 속된 괴로운 느낌을 느낀다'고 알아차린다.
3. 수동적 주의집중을 유지한 상태로, 원하고 좋아하고 마음에 들고 세속적인 것과 연결되어 있는, 귀(이근)로 인식되는 소리가 있어, 그런 것을 획득하지 못하고는 획득하지 못한 것이라고 여겨서 슬픔이 일어날 때, 소리를 대상으로 하여 나가 아니라 느낌이 느낀다고 숙고하면서 '소리에 의한 속된 괴로운 느낌을 느낀다'고 알아차린다.
4. 수동적 주의집중을 유지한 상태로, 원하고 좋아하고 마음에 들고 세속적인 것과 연결되어 있는, 귀(이근)로 인식되는 소리가 있어, 이미 지나갔고 소멸되었고 변해버린 이전에 획득하지 못한 것을 기억하면서 슬픔이 일어날 때, 소리를 대상으로 하여 나가 아니라 느낌이 느낀다고 숙고하면서 '소리에 의한 속된 괴로운 느낌을 느낀다'고 알아차린다.
5. 수동적 주의집중을 유지한 상태로, 원하고 좋아하고 마음에 들고 세속적인 것과 연결되어 있는, 코(비근)로 인식되는 냄새가 있어, 그런 것을 획득하지 못하고는 획득하지 못한 것이라고 여겨서 슬픔이 일어날 때, 냄새를 대상으로 하여 나가 아니라 느낌이 느낀다고 숙고하면서 '냄새에 의한 속된 괴로운 느낌을 느낀다'고 알아차린다.
6. 수동적 주의집중을 유지한 상태로, 원하고 좋아하고 마음에 들고 세속적인 것과 연결되어 있는, 코(비근)로 인식되는 냄새가 있어, 이미 지나갔고 소멸되었고 변해버린 이전에 획득하지 못한 것을 기억하면서 슬픔이 일어날 때, 냄새를 대상으로 하여 나가 아니라 느낌이 느낀다고 숙고하면서 '냄새에 의한 속된 괴로운 느낌을 느낀다'고 알아차린다.
7. 수동적 주의집중을 유지한 상태로, 원하고 좋아하고 마음에 들고 세속적인 것과 연결되어 있는, 혀(설근)로 인식되는 맛이 있어, 그런 것을 획득하지 못하고는 획득하지 못한 것이라고 여겨서 슬픔이 일어날 때, 맛을 대상으로 하여 나가 아니라 느낌이 느낀다고 숙고하면서 '맛에 의한 속된 괴로운 느낌을 느낀다'고 알아차린다.
8. 수동적 주의집중을 유지한 상태로, 원하고 좋아하고 마음에 들고 세속적인 것과 연결되어 있는, 혀(설근)로 인식되는 맛이 있어, 이미 지나갔고 소멸되었고 변해버린 이전에 획득하지 못한 것을 기억하면서 슬픔이 일어날 때, 맛을 대상으로 하여 나가 아니라 느낌이 느낀다고 숙고하면서 '맛에 의한 속된 괴로운 느낌을 느낀다'고 알아차린다.
9. 수동적 주의집중을 유지한 상태로, 원하고 좋아하고 마음에 들고 세속적인 것과 연결되어 있는, 몸(신근)으로 인식되는 감촉이 있어, 그런 것을 획득하지 못하고는 획득하지 못한 것이라고 여겨서 슬픔이 일어날 때, 감촉을 대상으로 하여 나가 아니라 느낌이 느낀다고 숙고하면서 '감촉에 의한 속된 괴로운 느낌을 느낀다'고 알아차린다.
10. 수동적 주의집중을 유지한 상태로, 원하고 좋아하고 마음에 들고 세속적인 것과 연결되어 있는, 몸(신근)으로 인식되는 감촉이 있어, 이미 지나갔고 소멸되었고 변해버린 이전에 획득하지 못한 것을 기억하면서 슬픔이 일어날 때, 감촉을 대상으로 하여 나가 아니라 느낌이 느낀다고 숙고하면서 '감촉에 의한 속된 괴로운 느낌을 느낀다'고 알아차린다.
11. 수동적 주의집중을 유지한 상태로, 원하고 좋아하고 마음에 들고 세속적인 것과 연결되어 있는, 의근(마노)으로 인식되는 법(존재·현상)이 있어, 그런 것을 획득하지 못하고는 획득하지 못한 것이라고 여겨서 슬픔이 일어날 때, 법(존재·현상)을 대상으로 하여 나가 아니라 느낌이 느낀다고 숙고하면서 '법(존재·현상)에 의한 속된 괴로운 느낌을 느낀다'고 알아차린다.
12. 수동적 주의집중을 유지한 상태로, 원하고 좋아하고 마음에 들고 세속적인 것과 연결되어 있는, 의근(마노)으로 인식되는 법(존재·현상)이 있어, 이미 지나갔고 소멸되었고 변해버린 이전에 획득하지 못한 것을 기억하면서 슬픔이 일어날 때, 법(존재·현상)을 대상으로 하여 나가 아니라 느낌이 느낀다고 숙고하면서 '법(존재·현상)에 의한 속된 괴로운 느낌을 느낀다'고 알아차린다.

### 7. 속되지 않은 괴로운 느낌에 대한 알아차림
《맛지마 니까야》 제137경 〈육처분별경〉(여섯 감각장소의 분석 경)에 따르면 속되지 않은 괴로운 느낌이란 색(색깔·모양) · 소리 · 냄새 · 맛 · 감촉 · 법(존재·현상) 등의 6경에 대한 세간이 아닌 출세간의 입장에서의 슬픔을 말한다. 따라서 6가지가 있다.

세속적인 즐거운 느낌을 느끼면서 '세속적인 즐거운 느낌을 느낀다.'고 알아차린다. 비세속적인 즐거운 느낌을 … 세속적인 괴로운 느낌을 … 비세속적인 괴로운 느낌을 … 세속적인 괴롭지도 즐겁지도 않은 느낌을 … 비세속적인 괴롭지도 즐겁지도 않은 느낌을 느끼면서 '비세속적인 괴롭지도 즐겁지도 않은 느낌을 느낀다.'고 알아차린다.

 — 각묵스님 옮김(2015) 《디가 니까야》 제2권 제22경 〈대념처경〉 초기불전연구원. p.511. 편집자가 용어 일부 변경
1. 수동적 주의집중을 유지한 상태로, 눈(안근)로 인식되는 색(색깔·모양)은 참으로 무상하고 변하고 빛바래고 소멸한다고 알아 이전의 색깔·모양이나 지금의 색깔·모양은 모두 무상하고 괴로움이고 변하기 마련인 것이라고 이렇게 있는 그대로 바른 지혜로 보면서 위없는 해탈들에 대해 염원을 일으킨다. '성자들이 증득하여 머무는 그런 경지를 나는 언제 증득하여 머물게 될 것인가?'라고 이처럼 위없는 해탈들에 대해 염원을 일으키기 때문에 그 염원으로 인해 슬픔이 일어날 때, 색(색깔·모양)을 대상으로 하여 나가 아니라 느낌이 느낀다고 숙고하면서 '색(색깔·모양)에 의한 속되지 않은 괴로운 느낌을 느낀다'고 알아차린다.
2. 수동적 주의집중을 유지한 상태로, 귀(이근)로 인식되는 소리는 참으로 무상하고 변하고 빛바래고 소멸한다고 알아 이전의 소리나 지금의 소리는 모두 무상하고 괴로움이고 변하기 마련인 것이라고 이렇게 있는 그대로 바른 지혜로 보면서 위없는 해탈들에 대해 염원을 일으킨다. '성자들이 증득하여 머무는 그런 경지를 나는 언제 증득하여 머물게 될 것인가?'라고 이처럼 위없는 해탈들에 대해 염원을 일으키기 때문에 그 염원으로 인해 슬픔이 일어날 때, 소리를 대상으로 하여 나가 아니라 느낌이 느낀다고 숙고하면서 '소리에 의한 속되지 않은 괴로운 느낌을 느낀다'고 알아차린다.
3. 수동적 주의집중을 유지한 상태로, 코(비근)로 인식되는 냄새는 참으로 무상하고 변하고 빛바래고 소멸한다고 알아 이전의 냄새나 지금의 냄새는 모두 무상하고 괴로움이고 변하기 마련인 것이라고 이렇게 있는 그대로 바른 지혜로 보면서 위없는 해탈들에 대해 염원을 일으킨다. '성자들이 증득하여 머무는 그런 경지를 나는 언제 증득하여 머물게 될 것인가?'라고 이처럼 위없는 해탈들에 대해 염원을 일으키기 때문에 그 염원으로 인해 슬픔이 일어날 때, 냄새를 대상으로 하여 나가 아니라 느낌이 느낀다고 숙고하면서 '냄새에 의한 속되지 않은 괴로운 느낌을 느낀다'고 알아차린다.
4. 수동적 주의집중을 유지한 상태로, 혀(설근)로 인식되는 맛은 참으로 무상하고 변하고 빛바래고 소멸한다고 알아 이전의 맛이나 지금의 맛은 모두 무상하고 괴로움이고 변하기 마련인 것이라고 이렇게 있는 그대로 바른 지혜로 보면서 위없는 해탈들에 대해 염원을 일으킨다. '성자들이 증득하여 머무는 그런 경지를 나는 언제 증득하여 머물게 될 것인가?'라고 이처럼 위없는 해탈들에 대해 염원을 일으키기 때문에 그 염원으로 인해 슬픔이 일어날 때, 맛을 대상으로 하여 나가 아니라 느낌이 느낀다고 숙고하면서 '맛에 의한 속되지 않은 괴로운 느낌을 느낀다'고 알아차린다.
5. 수동적 주의집중을 유지한 상태로, 몸(신근)으로 인식되는 감촉은 참으로 무상하고 변하고 빛바래고 소멸한다고 알아 이전의 감촉이나 지금의 감촉은 모두 무상하고 괴로움이고 변하기 마련인 것이라고 이렇게 있는 그대로 바른 지혜로 보면서 위없는 해탈들에 대해 염원을 일으킨다. '성자들이 증득하여 머무는 그런 경지를 나는 언제 증득하여 머물게 될 것인가?'라고 이처럼 위없는 해탈들에 대해 염원을 일으키기 때문에 그 염원으로 인해 슬픔이 일어날 때, 감촉을 대상으로 하여 나가 아니라 느낌이 느낀다고 숙고하면서 '감촉에 의한 속되지 않은 괴로운 느낌을 느낀다'고 알아차린다.
6. 수동적 주의집중을 유지한 상태로, 의근(마노)으로 인식되는 법(존재·현상)은 참으로 무상하고 변하고 빛바래고 소멸한다고 알아 이전의 법(존재·현상)이나 지금의 법(존재·현상)은 모두 무상하고 괴로움이고 변하기 마련인 것이라고 이렇게 있는 그대로 바른 지혜로 보면서 위없는 해탈들에 대해 염원을 일으킨다. '성자들이 증득하여 머무는 그런 경지를 나는 언제 증득하여 머물게 될 것인가?'라고 이처럼 위없는 해탈들에 대해 염원을 일으키기 때문에 그 염원으로 인해 슬픔이 일어날 때, 법(존재·현상)을 대상으로 하여 나가 아니라 느낌이 느낀다고 숙고하면서 '법(존재·현상)에 의한 속되지 않은 괴로운 느낌을 느낀다'고 알아차린다.

### 8. 속된 즐겁지도 괴롭지도 않은 느낌에 대한 알아차림
《맛지마 니까야》 제137경 〈육처분별경〉(여섯 감각장소의 분석 경)에 따르면 속된 즐겁지도 괴롭지도 않은 느낌이란 색(색깔·모양) · 소리 · 냄새 · 맛 · 감촉 · 법(존재·현상) 등의 6경에 대한 출세간이 아닌 세간의 입장에서의 평온한 느낌[捨受], 즉, 무지의 평온[捨]을 말한다. 평온한 느낌은 오로지 현재의 대상에 대한 느낌이므로 따라서 6가지가 있다.

세속적인 즐거운 느낌을 느끼면서 '세속적인 즐거운 느낌을 느낀다.'고 알아차린다. 비세속적인 즐거운 느낌을 … 세속적인 괴로운 느낌을 … 비세속적인 괴로운 느낌을 … 세속적인 괴롭지도 즐겁지도 않은 느낌을 … 비세속적인 괴롭지도 즐겁지도 않은 느낌을 느끼면서 '비세속적인 괴롭지도 즐겁지도 않은 느낌을 느낀다.'고 알아차린다.

 — 각묵스님 옮김(2015) 《디가 니까야》 제2권 제22경 〈대념처경〉 초기불전연구원. p.511. 편집자가 용어 일부 변경
1. 수동적 주의집중을 유지한 상태로, 눈(안근)으로 인식되는 색깔·모양을 보고, [번뇌의] 한계를 극복하지 못하고 업의 과보를 극복하지 못하고 위험을 보지 못하는, 배우지 못한 범부의 상태임에도 불구하고 평온[捨受]이 생길 때, 즉, 색이라는 대상에 대해 번뇌(오염원)를 극복하지 못하는 이런 평온[捨受]이 생길 때, 색깔·모양을 대상으로 하여 나가 아니라 느낌이 느낀다고 숙고하면서 '색깔·모양에 의한 속된 즐겁지도 괴롭지도 않은 느낌을 느낀다'고 알아차린다.
2. 수동적 주의집중을 유지한 상태로, 귀(이근)로 인식되는 소리를 듣고, [번뇌의] 한계를 극복하지 못하고 업의 과보를 극복하지 못하고 위험을 보지 못하는, 배우지 못한 범부의 상태임에도 불구하고 평온[捨受]이 생길 때, 즉, 소리라는 대상에 대해 번뇌(오염원)를 극복하지 못하는 이런 평온[捨受]이 생길 때, 소리를 대상으로 하여 나가 아니라 느낌이 느낀다고 숙고하면서 '소리에 의한 속된 즐겁지도 괴롭지도 않은 느낌을 느낀다'고 알아차린다.
3. 수동적 주의집중을 유지한 상태로, 코(비근)로 인식되는 냄새를 맡고, [번뇌의] 한계를 극복하지 못하고 업의 과보를 극복하지 못하고 위험을 보지 못하는, 배우지 못한 범부의 상태임에도 불구하고 평온[捨受]이 생길 때, 즉, 냄새라는 대상에 대해 번뇌(오염원)를 극복하지 못하는 이런 평온[捨受]이 생길 때, 냄새를 대상으로 하여 나가 아니라 느낌이 느낀다고 숙고하면서 '냄새에 의한 속된 즐겁지도 괴롭지도 않은 느낌을 느낀다'고 알아차린다.
4. 수동적 주의집중을 유지한 상태로, 혀(설근)로 인식되는 맛을 알고, [번뇌의] 한계를 극복하지 못하고 업의 과보를 극복하지 못하고 위험을 보지 못하는, 배우지 못한 범부의 상태임에도 불구하고 평온[捨受]이 생길 때, 즉, 맛이라는 대상에 대해 번뇌(오염원)를 극복하지 못하는 이런 평온[捨受]이 생길 때, 맛을 대상으로 하여 나가 아니라 느낌이 느낀다고 숙고하면서 '맛에 의한 속된 즐겁지도 괴롭지도 않은 느낌을 느낀다'고 알아차린다.
5. 수동적 주의집중을 유지한 상태로, 몸(신근)으로 인식되는 감촉을 느끼고, [번뇌의] 한계를 극복하지 못하고 업의 과보를 극복하지 못하고 위험을 보지 못하는, 배우지 못한 범부의 상태임에도 불구하고 평온[捨受]이 생길 때, 즉, 감촉이라는 대상에 대해 번뇌(오염원)를 극복하지 못하는 이런 평온[捨受]이 생길 때, 감촉을 대상으로 하여 나가 아니라 느낌이 느낀다고 숙고하면서 '감촉에 의한 속된 즐겁지도 괴롭지도 않은 느낌을 느낀다'고 알아차린다.
6. 수동적 주의집중을 유지한 상태로, 의근(마노)으로 인식되는 법(존재·현상)을 지각하고, [번뇌의] 한계를 극복하지 못하고 업의 과보를 극복하지 못하고 위험을 보지 못하는, 배우지 못한 범부의 상태임에도 불구하고 평온[捨受]이 생길 때, 즉, 법(존재·현상)이라는 대상에 대해 번뇌(오염원)를 극복하지 못하는 이런 평온[捨受]이 생길 때, 법(존재·현상)을 대상으로 하여 나가 아니라 느낌이 느낀다고 숙고하면서 '법(존재·현상)에 의한 속된 즐겁지도 괴롭지도 않은 느낌을 느낀다'고 알아차린다.

### 9. 속되지 않은 즐겁지도 괴롭지도 않은 느낌에 대한 알아차림
《맛지마 니까야》 제137경 〈육처분별경〉(여섯 감각장소의 분석 경)에 따르면 속되지 않은 즐겁지도 괴롭지도 않은 느낌이란 색(색깔·모양) · 소리 · 냄새 · 맛 · 감촉 · 법(존재·현상) 등의 6경에 대한 세간이 아닌 출세간의 입장에서의 평온한 느낌, 즉, 선심소로서의 평온[捨]를 말한다. 따라서 6가지가 있다.

세속적인 즐거운 느낌을 느끼면서 '세속적인 즐거운 느낌을 느낀다.'고 알아차린다. 비세속적인 즐거운 느낌을 … 세속적인 괴로운 느낌을 … 비세속적인 괴로운 느낌을 … 세속적인 괴롭지도 즐겁지도 않은 느낌을 … 비세속적인 괴롭지도 즐겁지도 않은 느낌을 느끼면서 '비세속적인 괴롭지도 즐겁지도 않은 느낌을 느낀다.'고 알아차린다.

 — 각묵스님 옮김(2015) 《디가 니까야》 제2권 제22경 〈대념처경〉 초기불전연구원. p.511. 편집자가 용어 일부 변경
1. 수동적 주의집중을 유지한 상태로,  눈(안근)으로 인식되는 색깔·모양은 참으로 무상하고 변하고 빛바래고 소멸한다고 알아 이전의 색깔·모양이나 지금의 색깔·모양은 모두 무상하고 괴로움이고 변하기 마련인 것이라고 이렇게 있는 그대로 바른 지혜로 보면서 평온[捨]이 일어날 때, 즉, 색깔·모양이라는 대상에 대해 번뇌(오염원)를 극복하는 이런 평온[捨]이 생길 때, 색깔·모양을 대상으로 하여 나가 아니라 느낌이 느낀다고 숙고하면서 '색깔·모양에 의한 속되지 않은 즐겁지도 괴롭지도 않은 느낌을 느낀다'고 알아차린다.
2. 수동적 주의집중을 유지한 상태로, 귀(이근)로 인식되는 소리는 참으로 무상하고 변하고 빛바래고 소멸한다고 알아 이전의 소리이나 지금의 소리는 모두 무상하고 괴로움이고 변하기 마련인 것이라고 이렇게 있는 그대로 바른 지혜로 보면서 평온[捨]이 일어날 때, 즉, 소리라는 대상에 대해 번뇌(오염원)를 극복하는 이런 평온[捨]이 생길 때, 소리를 대상으로 하여 나가 아니라 느낌이 느낀다고 숙고하면서 '소리에 의한 속되지 않은  즐겁지도 괴롭지도 않은 느낌을 느낀다'고 알아차린다.
3. 수동적 주의집중을 유지한 상태로, 코(비근)로 인식되는 냄새는 참으로 무상하고 변하고 빛바래고 소멸한다고 알아 이전의 냄새나 지금의 냄새는 모두 무상하고 괴로움이고 변하기 마련인 것이라고 이렇게 있는 그대로 바른 지혜로 보면서 평온[捨]이 일어날 때, 즉, 냄새라는 대상에 대해 번뇌(오염원)를 극복하는 이런 평온[捨]이 생길 때, 냄새를 대상으로 하여 나가 아니라 느낌이 느낀다고 숙고하면서 '냄새에 의한 속되지 않은  즐겁지도 괴롭지도 않은 느낌을 느낀다'고 알아차린다.
4. 수동적 주의집중을 유지한 상태로, 혀(설근)로 인식되는 맛은 참으로 무상하고 변하고 빛바래고 소멸한다고 알아 이전의 맛이나 지금의 맛은 모두 무상하고 괴로움이고 변하기 마련인 것이라고 이렇게 있는 그대로 바른 지혜로 보면서 평온[捨]이 일어날 때, 즉, 맛이라는 대상에 대해 번뇌(오염원)를 극복하는 이런 평온[捨]이 생길 때, 맛을 대상으로 하여 나가 아니라 느낌이 느낀다고 숙고하면서 '맛에 의한 속되지 않은  즐겁지도 괴롭지도 않은 느낌을 느낀다'고 알아차린다.
5. 수동적 주의집중을 유지한 상태로, 몸(신근)으로 인식되는 감촉은 참으로 무상하고 변하고 빛바래고 소멸한다고 알아 이전의 감촉이나 지금의 감촉은 모두 무상하고 괴로움이고 변하기 마련인 것이라고 이렇게 있는 그대로 바른 지혜로 보면서 평온[捨]이 일어날 때, 즉, 감촉이라는 대상에 대해 번뇌(오염원)를 극복하는 이런 평온[捨]이 생길 때, 감촉을 대상으로 하여 나가 아니라 느낌이 느낀다고 숙고하면서 '감촉에 의한 속되지 않은  즐겁지도 괴롭지도 않은 느낌을 느낀다'고 알아차린다.
6. 수동적 주의집중을 유지한 상태로, 의근(마노)으로 인식되는 법(존재·현상)은 참으로 무상하고 변하고 빛바래고 소멸한다고 알아 이전의 법(존재·현상)이나 지금의 법(존재·현상)은 모두 무상하고 괴로움이고 변하기 마련인 것이라고 이렇게 있는 그대로 바른 지혜로 보면서 평온[捨]이 일어날 때, 즉, 법(존재·현상)이라는 대상에 대해 번뇌(오염원)를 극복하는 이런 평온[捨]이 생길 때, 법(존재·현상)을 대상으로 하여 나가 아니라 느낌이 느낀다고 숙고하면서 '법(존재·현상)에 의한 속되지 않은  즐겁지도 괴롭지도 않은 느낌을 느낀다'고 알아차린다.

### 10. 자신과 다른 사람의 느낌에 대한 수행
이와 같이 안으로 느낌에서 느낌을 관찰하며[受隨觀] 머문다. 혹은 밖으로 느낌에서 느낌을 관찰하며 머문다. 혹은 안팎으로 느낌에서 느낌을 관찰하며 머문다.

 — 각묵스님 옮김(2015) 《디가 니까야》 제2권 제22경 〈대념처경〉 초기불전연구원. p.512. 편집자가 용어 일부 변경
1. 1~9의 수행은 자신의 느낌에 대한 수행을 행한 것이다.
2. 자신에 느낌에 대한 1~9의 수행을 반복하여 능숙해지게 한다.[35]
3. 다른 사람의 느낌에 대해 1~9의 수행을 행한다.[36]
4. 다른 사람의 느낌에 대해 1~9의 수행을 반복하여 능숙해지게 한다.
5. 자신의 느낌 그리고 다른 사람의 느낌에 대해 교대로 1~9의 수행을 행한다.[37]
6. 자신의 느낌 그리고 다른 사람의 느낌에 대해 교대로 1~9의 수행을 반복하여 능숙해지게 한다.[38][39][40][41][42]

### 11. 무상(생멸, 일어남과 사라짐) 관찰 수행
다음과 같이 느낌의 일어남과 사라짐(생멸), 즉, 무상을 관찰한다.

혹은 느낌에서 일어나는 현상[法]을 관찰하며 머문다. 혹은 느낌에서 사라지는 현상을 관찰하며 머문다. 혹은 느낌에서 일어나기도 하고 사라지기도 하는 현상을 관찰하며 머문다.

 — 각묵스님 옮김(2015) 《디가 니까야》 제2권 제22경 〈대념처경〉 초기불전연구원. p.512.
1. 수동적 주의집중을 유지한 상태로, 느낌에서 일어나는 현상[法]만을 관찰한다. 즉, 느낌이 일어나는 것만을 관찰한다.

주석서에 따르면, 느낌이 일어나는 현상이란 다음의 다섯 가지 형태로 느낌들이 일어나는데 그 원인을 있는 그대로 보는 것을 말한다.[43]
  1. 무명이 인연(원인 또는 조건)이 되어 수온 즉 느낌의 무더기가 일어날 때 '무명이 일어나기 때문에 느낌이 일어난다.'고 알아차린다.
  2. 갈애 즉 탐이 인연(원인 또는 조건)이 되어 수온 즉 느낌의 무더기가 일어날 때 '갈애가 일어나기 때문에 느낌이 일어난다.'고 알아차린다.
  3. 행 즉 행위가 인연(원인 또는 조건)이 되어 수온 즉 느낌의 무더기가 일어날 때 '행이 일어나기 때문에 느낌이 일어난다.'고 알아차린다.
  4. 촉 즉 감각접촉이 인연(원인 또는 조건)이 되어 수온 즉 느낌의 무더기가 일어날 때 '촉이 일어나기 때문에 느낌이 일어난다.'고 알아차린다.
  5. 유위4상 중 생상(生相: 생김의 특징)을 보면서 '생상에 의해 느낌이 일어난다.'고 알아차린다.
2. 수동적 주의집중을 유지한 상태로, 느낌에서 사라지는 현상[法]만을 관찰한다. 즉, 느낌이 사라지는 것만을 관찰한다.

주석서에 따르면, 느낌이 사라지는 현상이란 다음의 다섯 가지 형태로 느낌들이 사라지는데 그 원인을 있는 그대로 보는 것을 말한다.[43]
  1. 무명이 인연(원인 또는 조건)이 되어 수온 즉 느낌의 무더기가 사라질 때 '무명이 사라지기 때문에 수온 즉 느낌이 사라진다.'고 알아차린다.
  2. 갈애 즉 탐이 인연(원인 또는 조건)이 되어 수온 즉 느낌의 무더기가 사라질 때 '갈애가 사라지기 때문에 느낌이 사라진다.'고 알아차린다.
  3. 행 즉 행위가 인연(원인 또는 조건)이 되어 수온 즉 느낌의 무더기가 사라질 때 '행이 사라지기 때문에 느낌이 사라진다.'고 알아차린다.
  4. 촉 즉 감각접촉이 인연(원인 또는 조건)이 되어 수온 즉 느낌의 무더기가 사라질 때 '촉이 사라지기 때문에 느낌이 사라진다.'고 알아차린다.
  5. 유위4상 중 멸상(滅相: 사라짐의 특징)을 보면서 '멸상에 의해 느낌이 사라진다.'고 알아차린다.
3. 수동적 주의집중을 유지한 상태로, 느낌에서 일어나기도 하고 사라지기도 하는 현상을 관찰한다. 즉, 느낌이 일어나는 것과 사라지는 것을 둘 다 교대로 관찰한다.

주석서에 따르면, 느낌에서 일어나기도 하고 사라지기도 하는 현상을 관찰한다는 것은 때로는 일어나는 현상[法]만을 관찰하고, 때로는 사라지는 현상[法]만을 관찰하는 것을 말한다. 즉, 지속적으로 동시에 관찰하는 것이 아니라 지속적으로 교대로 관찰하는 것을 말한다.

### 12. 무아 관찰 수행
느낌이 있을 뿐 무아임을 관찰한다.

혹은 그는 '느낌이 있구나.'라고 마음챙김을 잘 확립하나니 지혜만이 있고 마음챙김만이 현전할 때까지.

 — 각묵스님 옮김(2015) 《디가 니까야》 제2권 제22경 〈대념처경〉 초기불전연구원. p.512. 편집자가 용어 일부 변경
1. (1)~(10)의 수행을 행하면서, '느낌이 있구나'하고 알아차림을 잘 확립한다.

주석서에 따르면, 느낌이 있구나라는 것은 '다만 느낌이 있을 뿐이고 중생도 없고 인간도 없고 여자도 없고 남자도 없고 자아도 없고 자아에 속하는 것도 없고 나도 없고 내 것도 없고 어느 누구도 없고 누구의 것도 없다'라고 알아차리는 것을 말한다.[44]
2. (1)~(10)의 수행을 행하면서, (느낌이 있구나라고 아는) 지혜만이 있고 (느낌이 있구나라고 아는) 알아차림만이 현전할 때까지 알아차림을 잘 확립한다.

주석서에 따르면, 이 문구는 다만 (무아임을 아는) 지혜를 위하여, 계속해서 더 넓고 더 높이 (무아임을 아는) 지혜를 키우고 (무아임을 아는) 알아차림을 크게 하기 위하여라는 뜻이다.[44]

### 13. 수행의 과보
느낌에 대한 알아차림의 수행의 과보로 수행자는 '의지하지 않고 머물며, 세상에서 아무 것도 움켜쥐지 않는다.' 나아가 '이와 같이 느낌에서 느낌을 관찰하며 머물게 된다.'

이제 그는 [갈애와 견해에] 의지하지 않고 머문다. 그는 세상에 대해서 아무 것도 움켜쥐지 않는다. 비구들이여, 이와 같이 비구는 느낌에서 느낌을 관찰하며 머문다."

 — 각묵스님 옮김(2015) 《디가 니까야》 제2권 제22경 〈대념처경〉 초기불전연구원. p.512.
주석서에 따르면, 의지하지 않고 머문다는 것은 갈애와 사견(삿된 견해, 즉, 특히 아집)에 의지하던 것을 벗어나 그렇지 않은 상태에 있게 된다는 뜻이다. 아무 것도 움켜쥐지 않는다는 것은 색 · 수 · 상 · 행 · 식의 5온에 대해 나라거나 내 것이라고 집착 또는 착각하지 않는다는 뜻이다. 이와 같이 느낌에서 느낌을 관찰하며 머물게 된다는 것은 느낌에 대한 알아차림의 수행을 잘 행함으로써 느낌을 표상으로 하여 네 가지 선(4禪)이 일어난다는 것을 뜻한다.